# Kazbek Kilov
Kazbek Kilov (* 23. ledna 1992) je ruský zápasník klasik balkarské národnosti, který od roku 2010 reprezentuje Bělorusko. Olympijskému zápasu se věnuje od svých 12 let. V 15 letech si ho z Nalčiku do Moskvy stáhl trenér Erik Zadichanov. V roce 2010 přijal nabídku startovat za Bělorusko.